# Profesioniștii
Profesioniștii este o emisiune a postului național de televiziune din România, TVR. În cadrul emisiunii, Eugenia Vodă discută cu invitații săi, pentru ca în urma acestui dialog să se profileze personalitatea celui invitat.
În cadrul emisiunii sunt invitate personalități din diverse domenii, unii invitați fiind foarte cunoscuți publicului, alții mai puțin cunoscuți, apărând pentru prima dată la televizor. 
În toamna aceasta emisiunea a intrat într-un ciclu dedicat profesioniștilor în diplomație, ciclu început cu ambasadorul Spaniei la București, Juan Pablo Garcia-Berdoy.

#### Premii:
- Premiul pentru talk-show, din partea Profesionistilor de Televiziune din Romania, in anul 2009, pentru interviul Prințesei Ana a Romaniei.

Invitați:
- Juan Pablo Garcia-Berdoy, 6 octombrie 2007, ambasadorul Spaniei în România.
- Ulrik Helweg-Lars, 28 octombrie 2007, ambasadorul Danemarcei în România.